# Canalul Kra

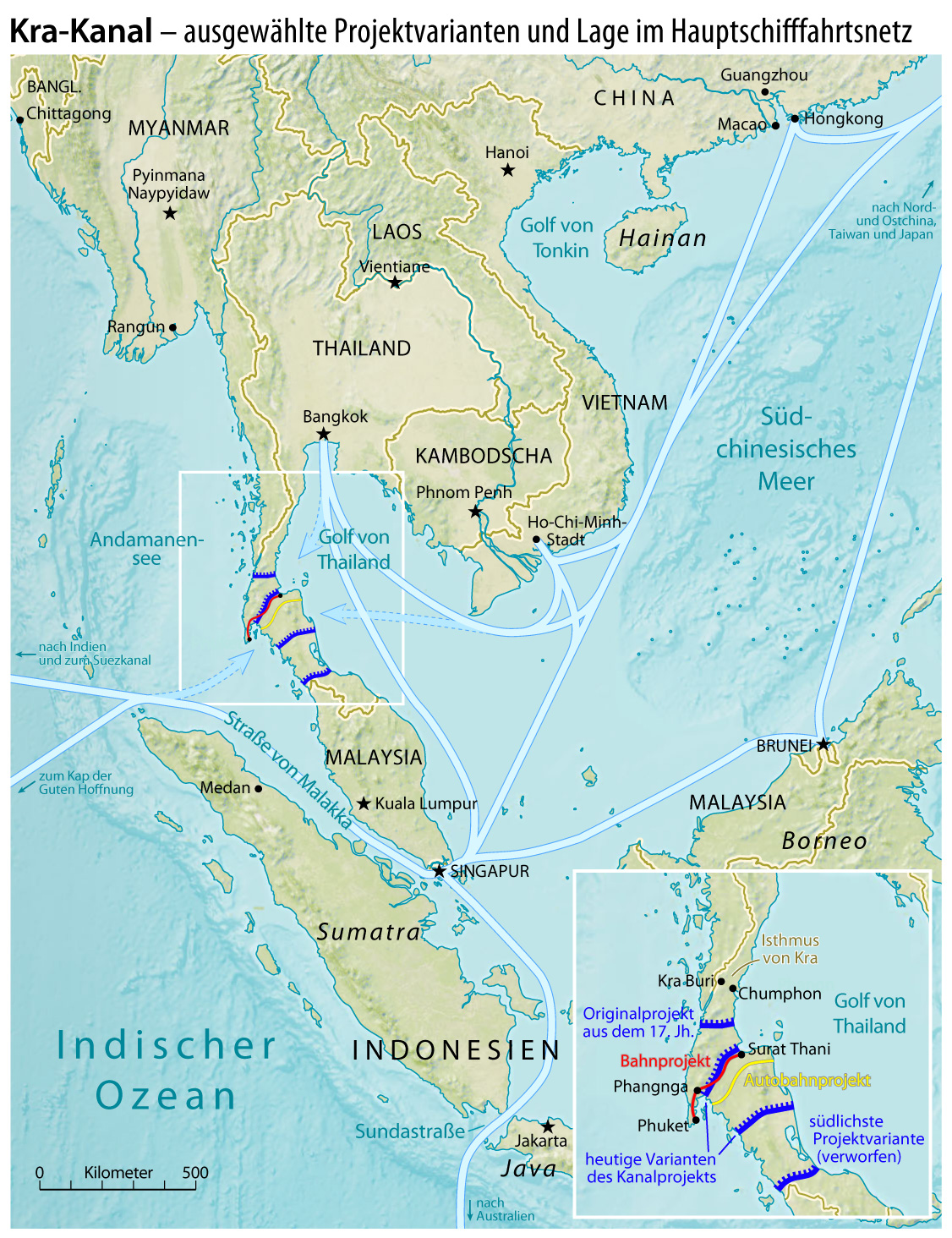
Canalul Kra (diferite propuneri de amplasare)

Canalul Kra (sau Canalul Thai) este un proiect de canal navigabil, care ar trebui să traverseze istmul Kra, legând Marea Andaman de Golful Thailandei.

## Istorie

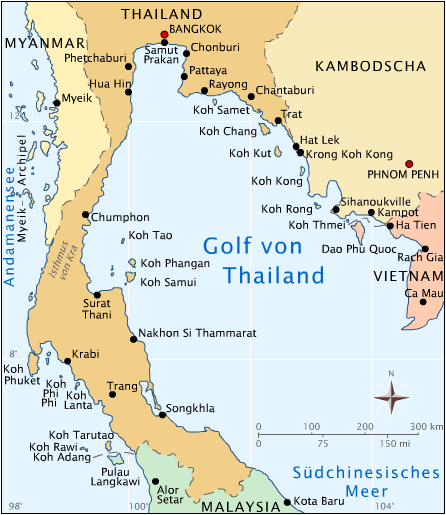
Golful Thailandei şi istmul Kra

Prezența peninsulei Malacca lungește mult drumul navelor între Golful Thailandei din Marea Chinei de Sud și Marea Andaman. În anul 1677, regele thailandez Narai cel Mare l-a întrebat pe inginerul francez de Lamar despre posibilitatea săpării unui canal care să lege orașele Songkhla și Marid din Myanmarul de astăzi. Totuși, construcția acelui canal nu s-a putut realiza din cauza mijloacelor existente în acea epocă.
În anul 1793, ideea unui canal tăiat în istmul Kra a revenit actuală.
Conform unui raport din 2005 al secretarului de stat al apărării din SUA, Donald Rumsfeld, China ar intenționa să construiască în 10 ani un canal care să traverseze istmul Kra, folosind 30.000 de lucrători Arhivat în 8 iulie 2007, la Wayback Machine..